# A Western Feud (film, 1911)
Pour les articles homonymes, voir A Western Feud.
Pour plus de détails, voir Fiche technique et Distribution.
A Western Feud  est un film muet américain réalisé par Milton J. Fahrney et sorti en 1911.

## Fiche technique
- Titre : A Western Feud
- Réalisation : Milton J. Fahrney
- Scénario :
- Producteur : David Horsley
- Société de production : Nestor Film Company
- Société de distribution : Motion Picture Distributors and Sales Company
- Pays d'origine :  États-Unis
- Langue : film muet avec les intertitres en anglais
- Métrage 150 mètres
- Format : Noir et blanc — 35 mm — 1,33:1 — Muet
- Genre : Comédie, Western
- Durée : 5 minutes
- Dates de sortie : 
  -  États-Unis : 2 décembre 1911